# Albert Curtz

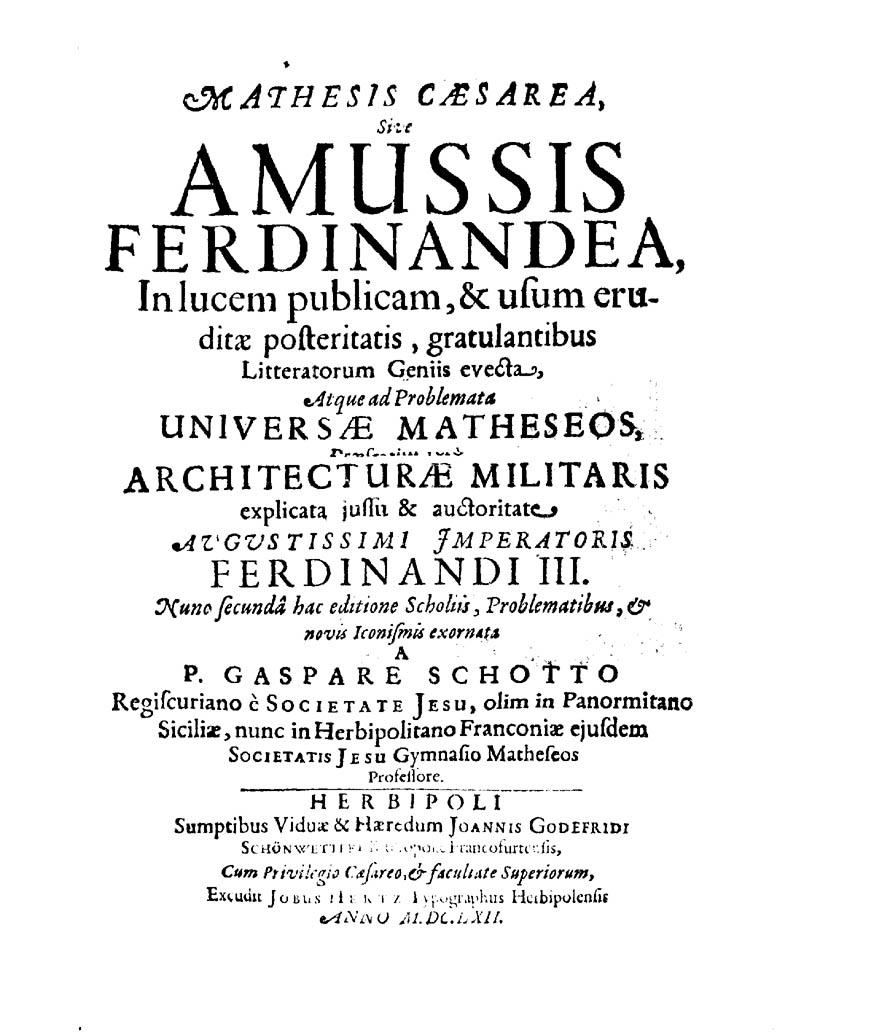
Amussis Ferdinandea, 1662

Albert Curtz (Curtius en latín; 1600, Múnich-19 de diciembre de 1671, Múnich), fue un astrónomo alemán, miembro de la Compañía de Jesus.  Expandió los trabajos de Tycho Brahe y utilizó el seudónimo de Lucius Barrettus.
Es interesante hacer notar que la versión latina del nombre Albert Curtz, Albertus Curtius, es un anagrama de su seudónimo, Lucius Barretus.
Junto con Johann Deckers, Kepler, Francesco Maria Grimaldi, y Jean-Baptiste Riccioli,  contribuyó al entendiendo temprano de la Luna.

## Publicaciones
Publicó Historia coelestis [ex libris commentariis manuscriptis observationum vicennalium viri generosi Tichonis Brahe] y Augustae Vindelicorum, Simonem Utzschneiderum en 1666.

## Eponimia
- El cráter lunar Curtius lleva este nombre en su memoria.